# Košice-Juh

Plaatsbepaling van het stadsdeel Juh binnen het district Košice IV.

Juh (Hongaars: Kassa-Dél) is een stadsdeel van Košice. Het behoort tot het district Košice IV en telt 22.094 inwoners.

## Topografie
Juh is gelegen ten zuiden van - en grenst aan het oude stadscentrum Staré Mesto. Het ligt op een hoogte van 200 meter boven de zeespiegel en heeft een oppervlakte van 9,72 km².

### Wijken
De buurt is onderverdeeld in de volgende wijken:
- Schönherzovo (Vojvodská-straat)
- Juhovýchod[vertaling 1] (Požiarnická ulica, Oštepová ulica ...)
- Osloboditeľov[vertaling 2] (Palárikova ulica)
- Juh[vertaling 3] (Panelová ulica, Smetanova ulica, Pasteurova ulica ...)

### Waterlopen en meer
In het zuidoosten van Juh ligt het Meer van Selig (Slowaaks: Seligovo jazero). Het is ingesloten tussen de straten Teplárenská, Jazerná, en Slanecká.
Eveneens in het zuidoosten vloeit de Myslavský-beek (Slowaaks: Myslavský potok). De rivier Hornád stroomt langs de oostelijke grens van het stadsdeel. Ietwat verder mondt de Myslavský-beek uit, in de Hornád.

## Bouwgeschiedenis
In de jaren 1950 tot 1970 werd Juh -in de omgeving van de zuidoostelijke wijk- in belangrijke mate gemoderniseerd met nieuwbouw.

## Bezienswaardigheden

### Monumenten
- Heilige Geestkerk. Dit is het oudst bekend gebouw in deze buurt. Het dateert van 1733.
- Kerk van de Koningin van de Vrede. Deze werd opgetrokken tijdens het Interbellum, in 1939.
- Brandweerkazerne. Požiarnická 4. In gebruik genomen in 1928. Oeuvre van architect Ing. Jozef Fedorčák.
- Kleuterschool aan de Žižková straat 4.

### Begraafplaats
Het "Verejný cintorín" is de grootste openbare begraafplaats van Slowakije. Ze werd in 1889 in gebruik genomen en is gelegen in het zuiden van Juh: in de Rastislavova-straat. De toegang bevindt zich rechtover de Cintorínska-straat.

### Zwembad
Ten noorden van de begraafplaats (eveneens in de Rastislavova-straat, tegenover de Holubyho-straat) lig het zwembad: Triton (Slowaaks: Kúpalisko Triton).

## Gezondheidszorg
- Het Louis Pasteur Universitair Ziekenhuis (Slowaaks: Univerzitná nemocnica Louisa Pasteura).
- De "Polikliniek Juh" (Slowaaks: Poliklinika Juh).

## Vervoer

### Treinen
Voor het vervoer per trein zijn de bewoners aangewezen op het station van Košice. Dit bevindt zich op een afstand van ongeveer 3 kilometer. Er zijn regelmatig verbindingen naar een grote verscheidenheid van bestemmingen, zowel naar binnen- als buitenland.

### Trams
Via de noord-zuidas Južná trieda doorkruisen trams het stadsdeel Juh (lijnen: 3, 4, 7, 9, R2, R5 en R8).

## Illustraties

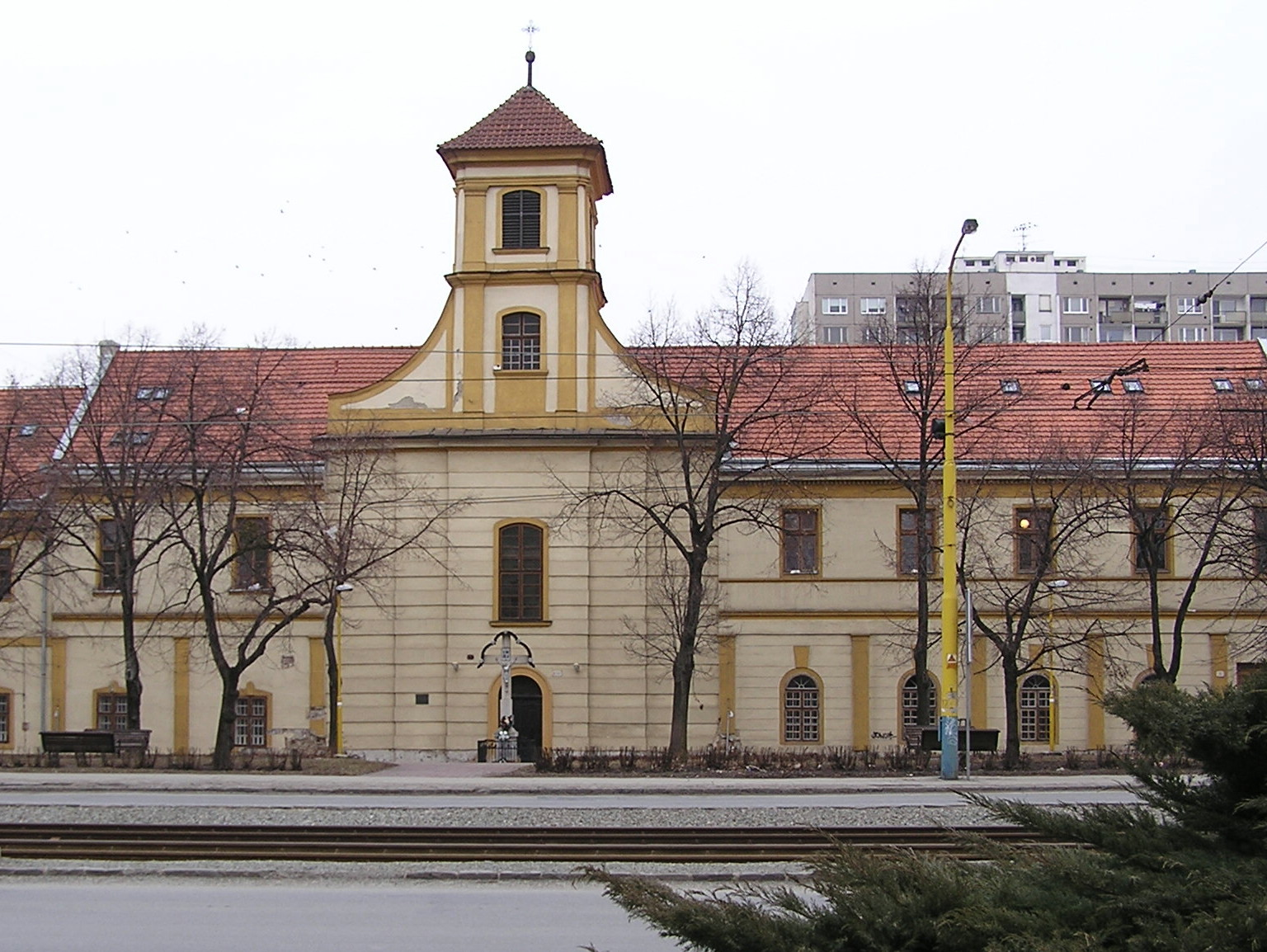
Heilige Geestkerk (1733)
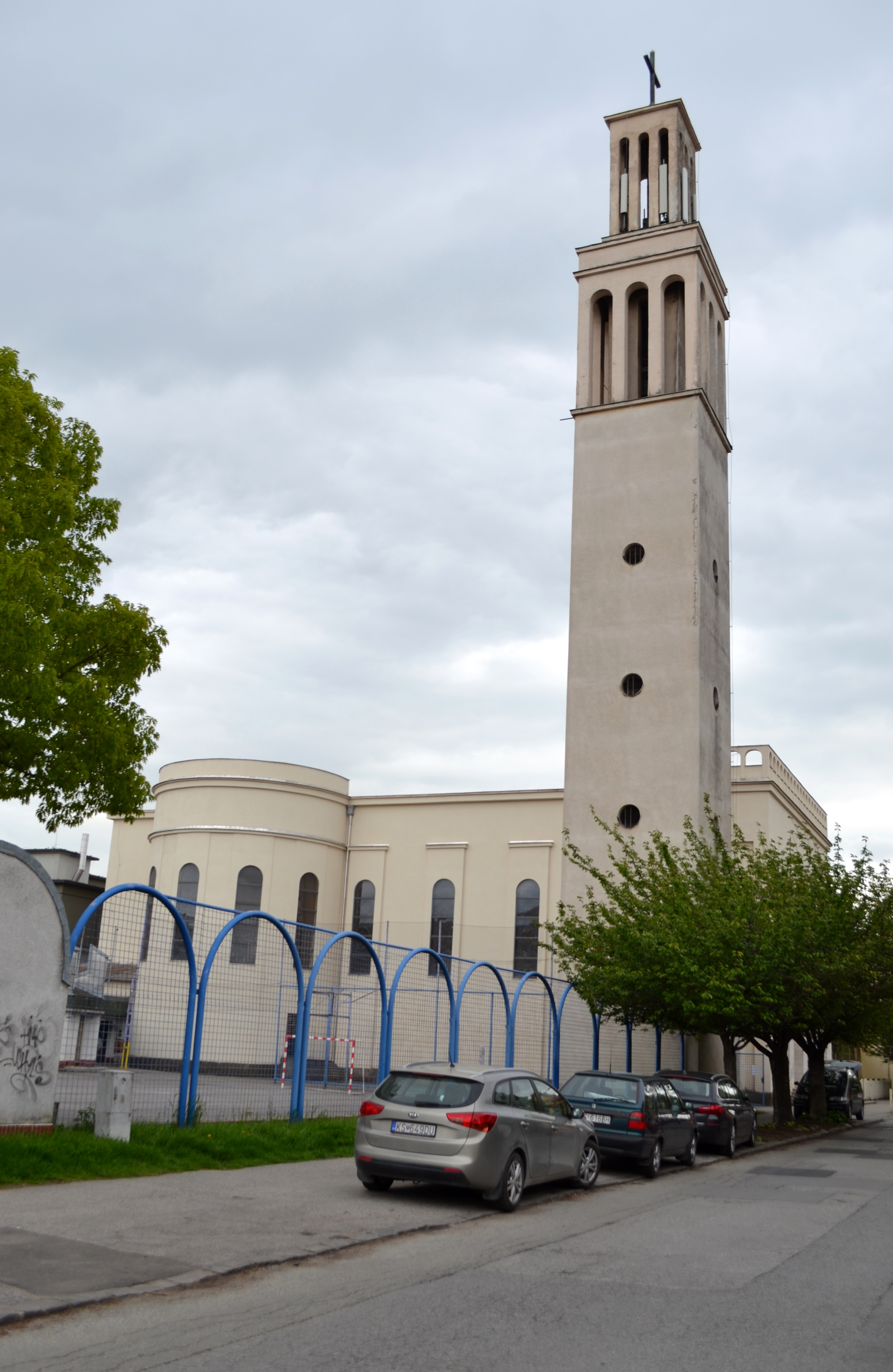
Kerk van de Koningin van de Vrede (1939)
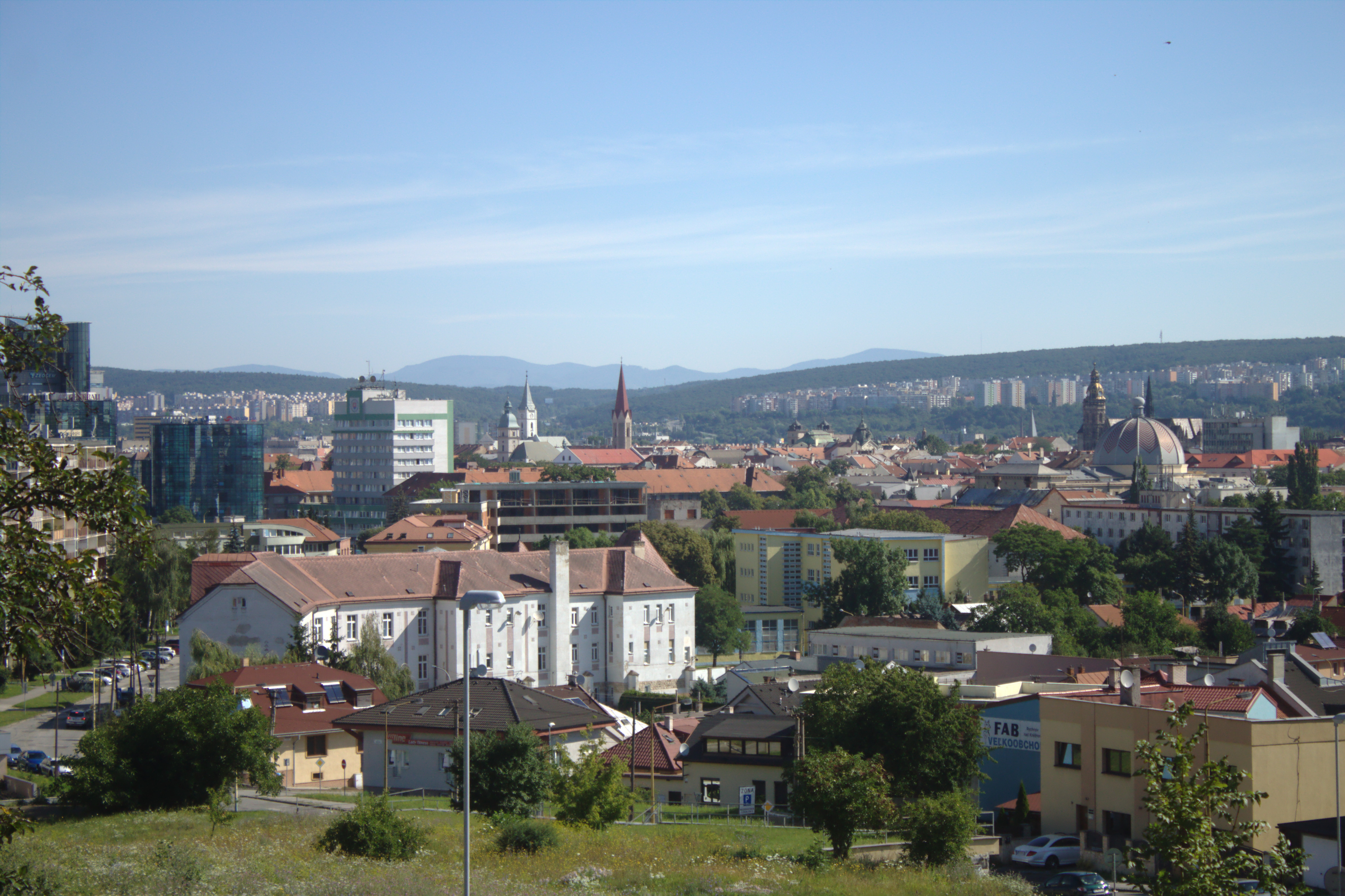
Košice, gezien vanaf de Žižkova-straat
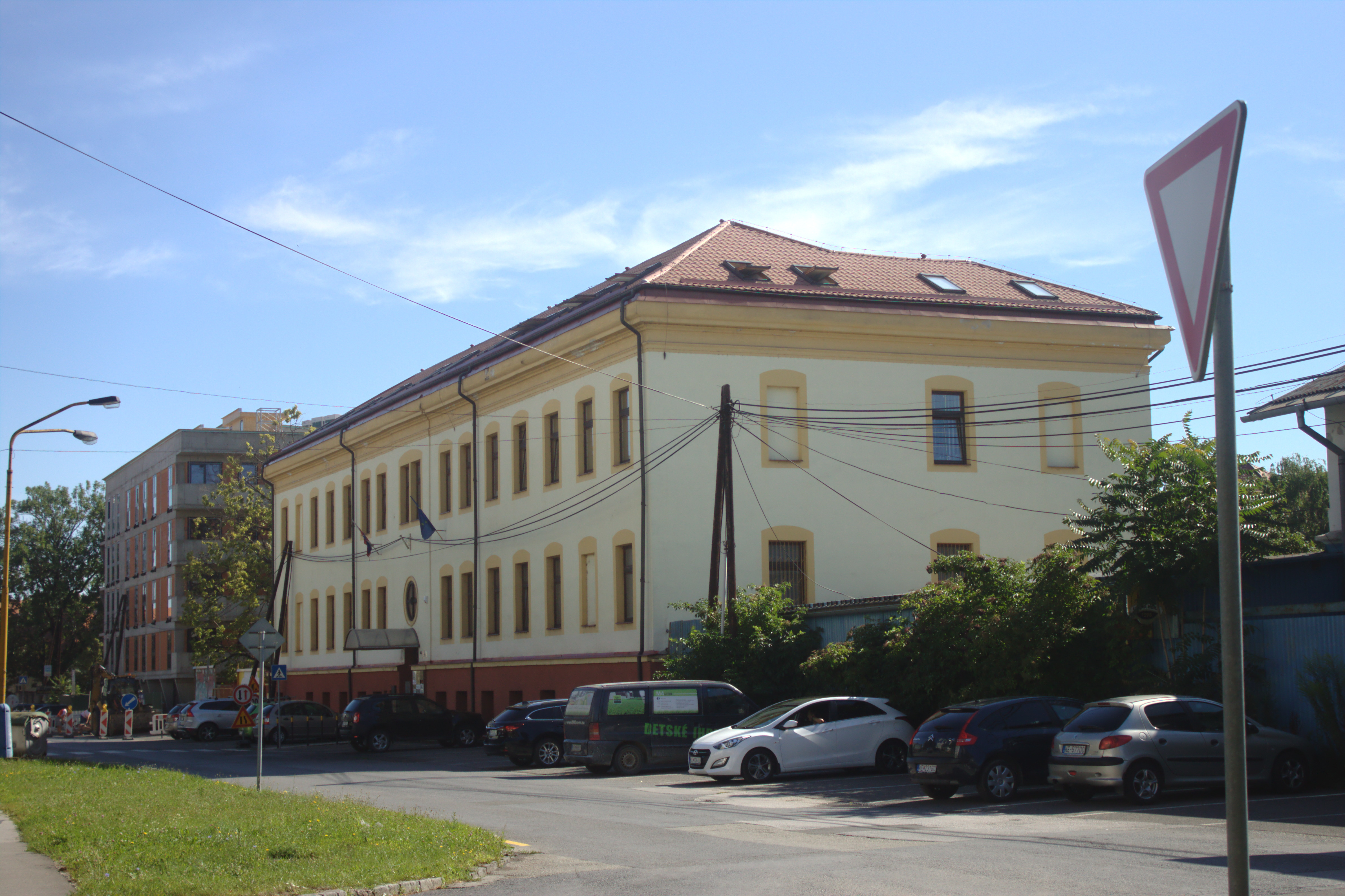
Žižkova-straat
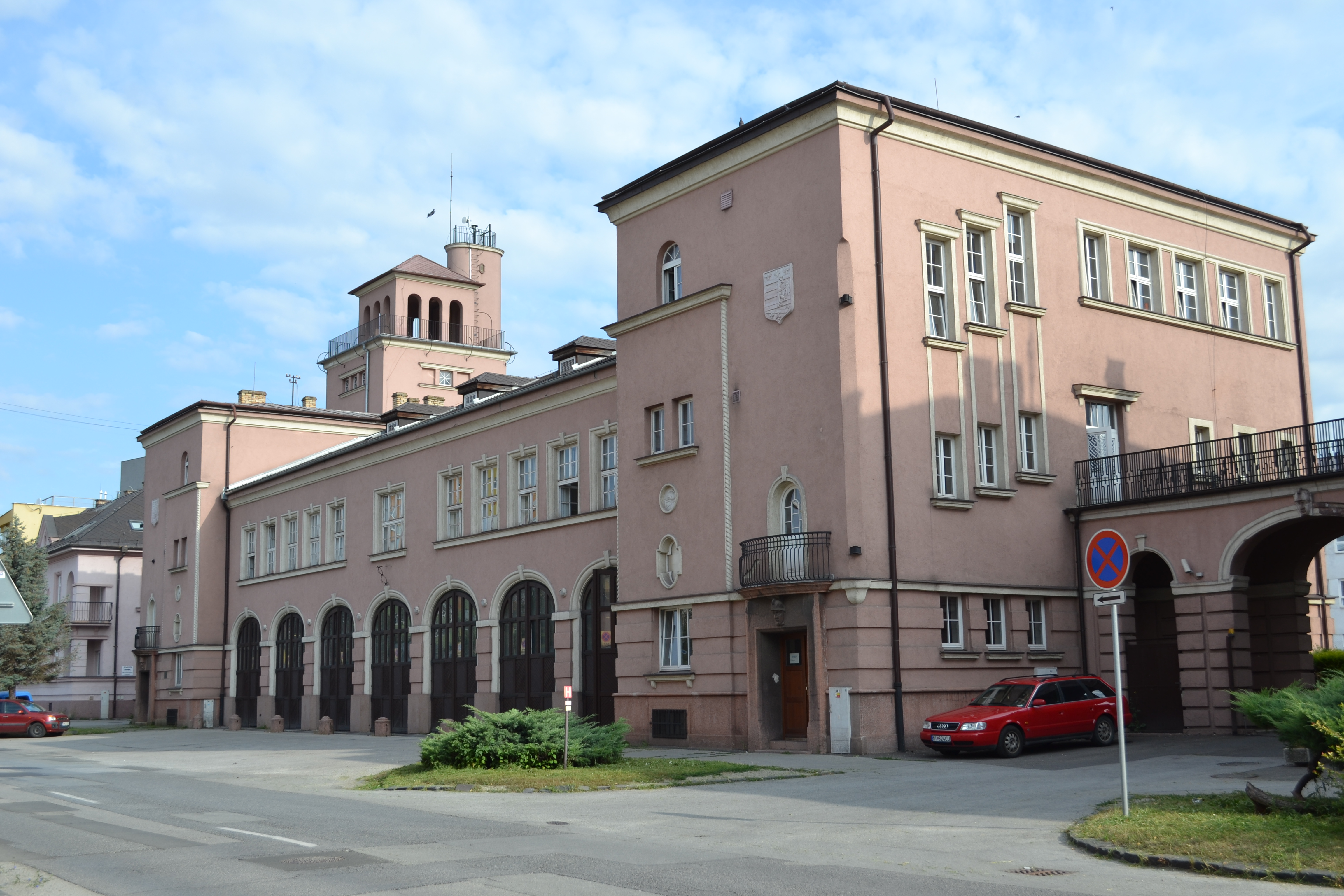
Brandweerkazerne (1928) in de Požiarnická-straat
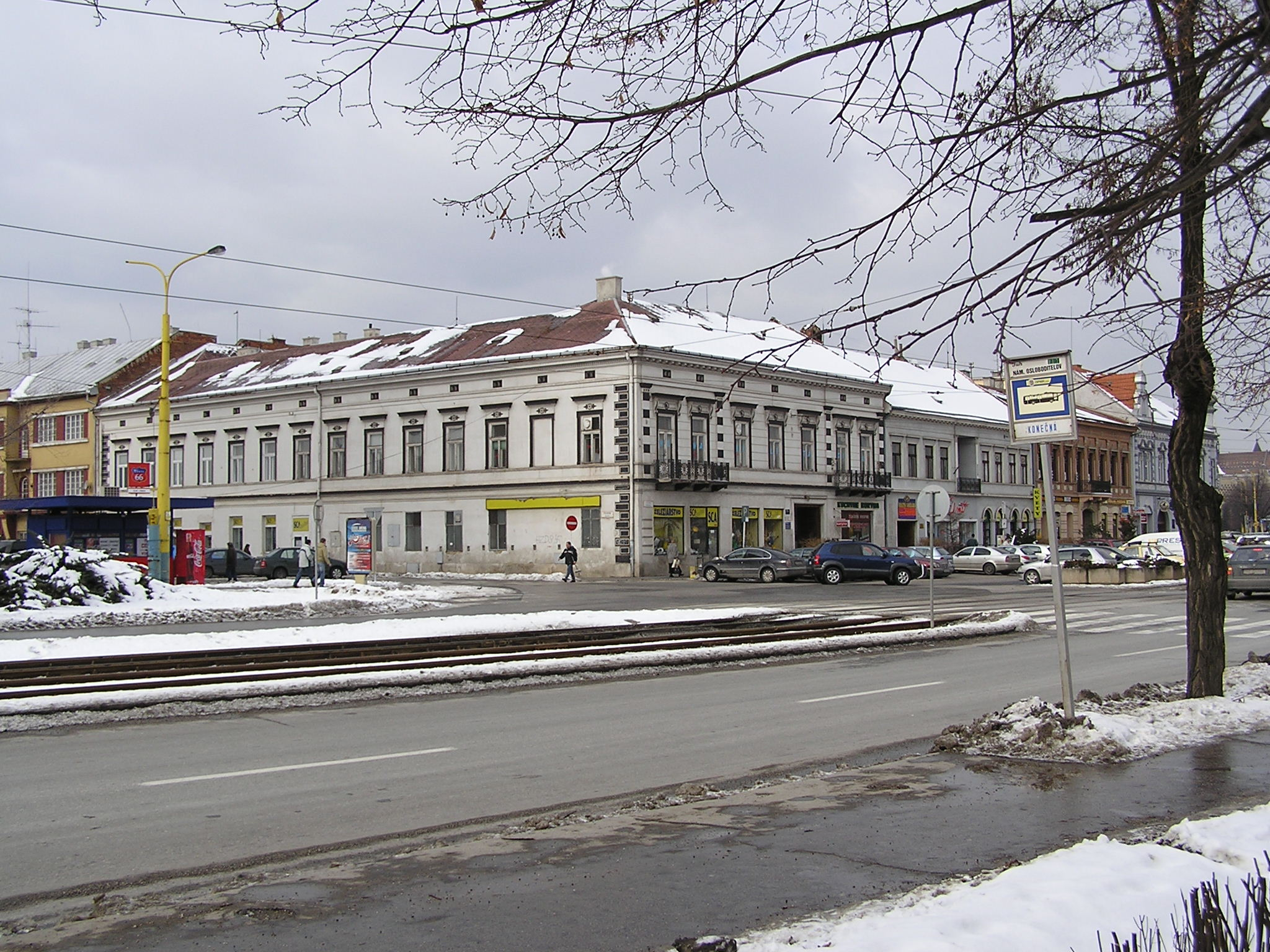
Tramlijnen op de Južná trieda verbinden Juh met de andere stadsdelen
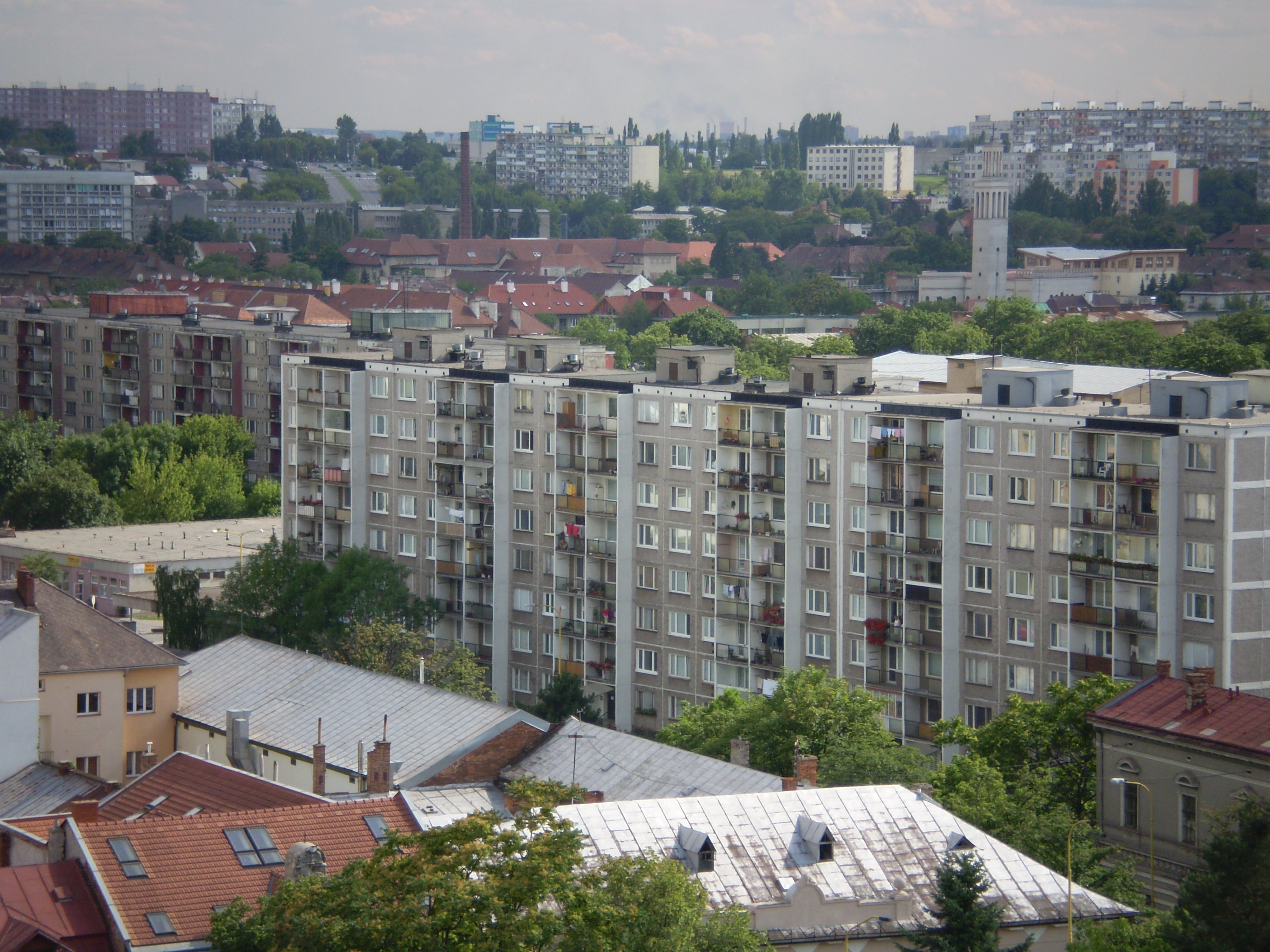
Nieuwbouw
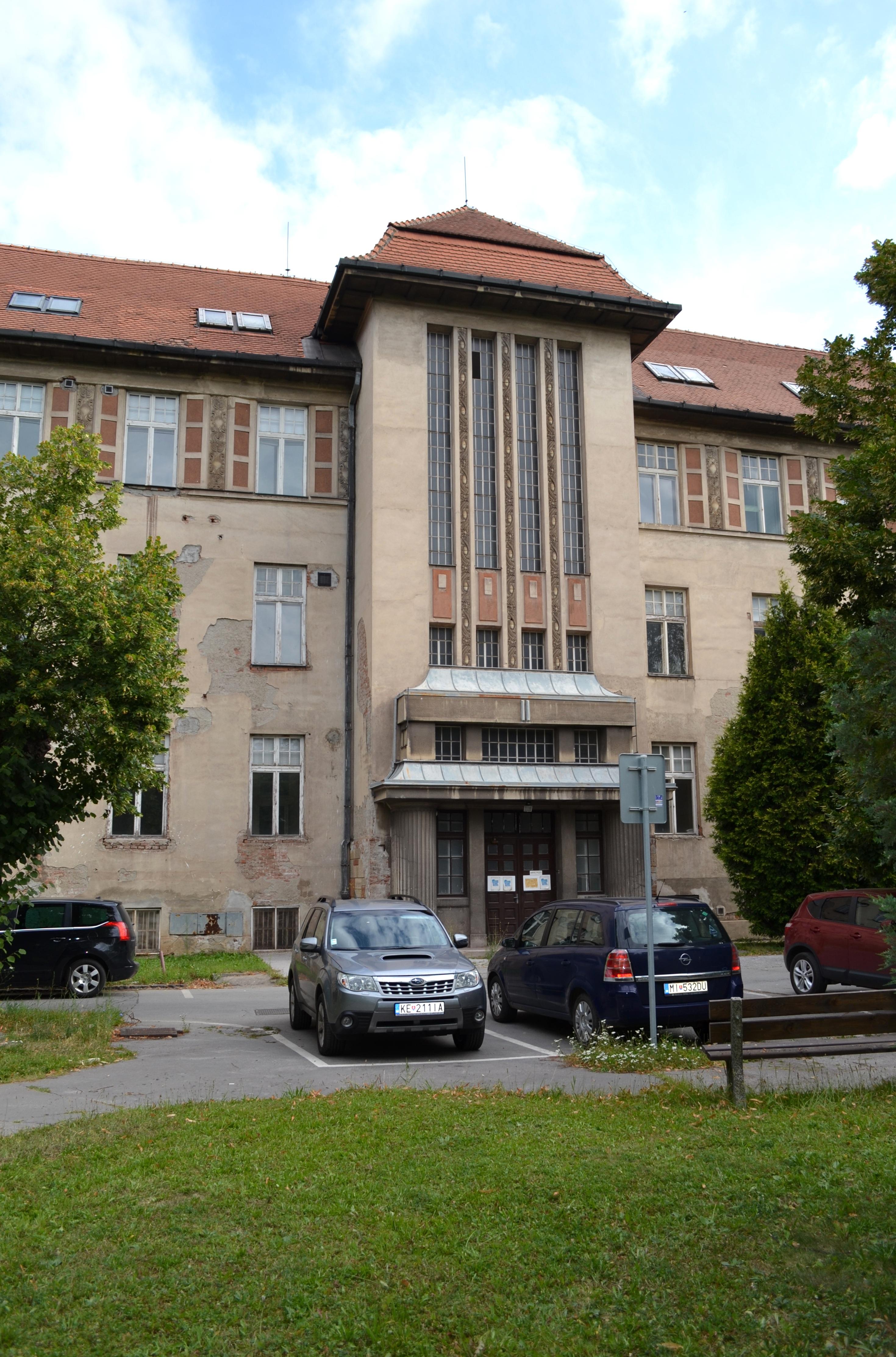
Louis Pasteur Universitair Ziekenhuis
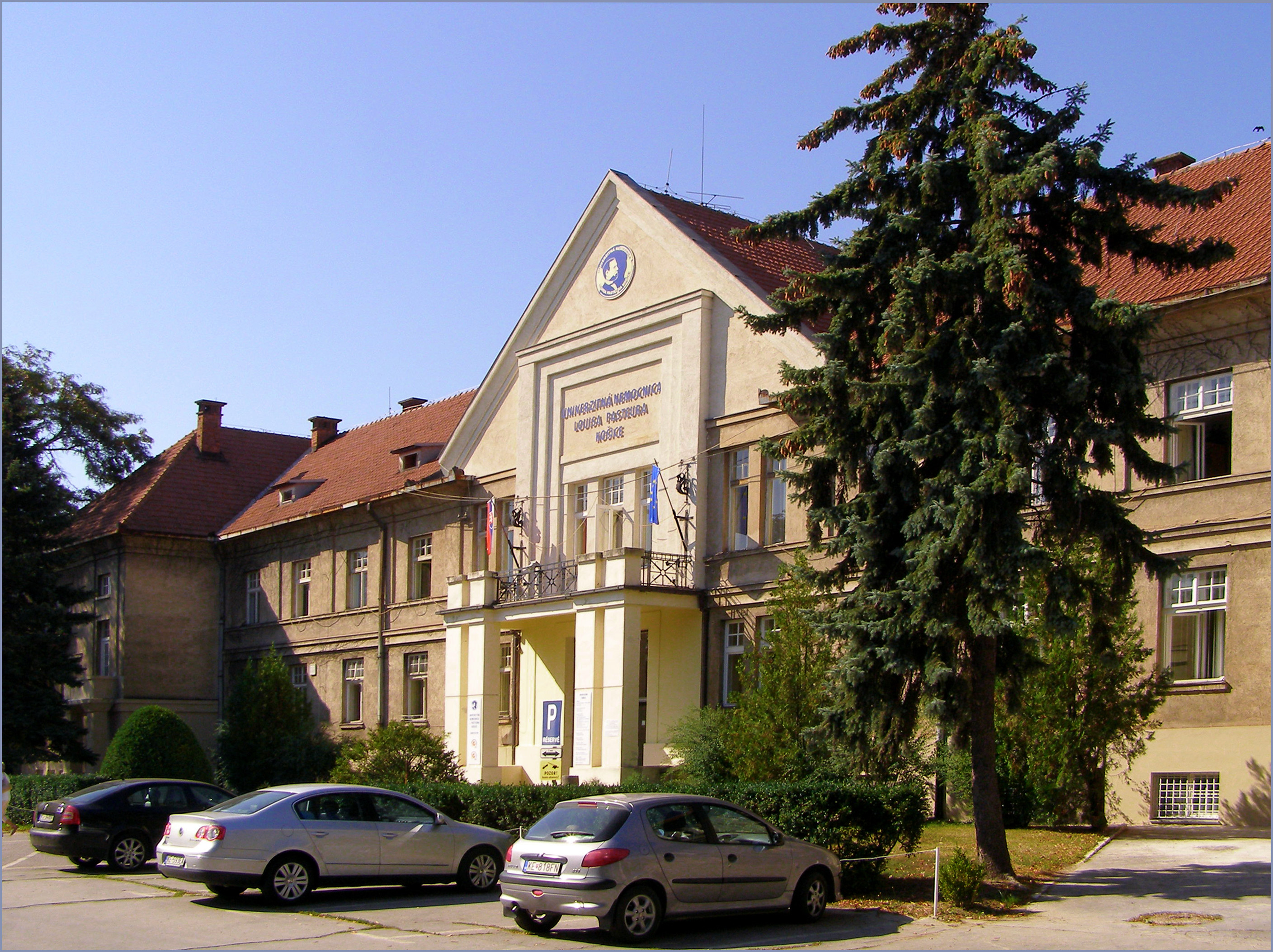
Louis Pasteur Universitair Ziekenhuis
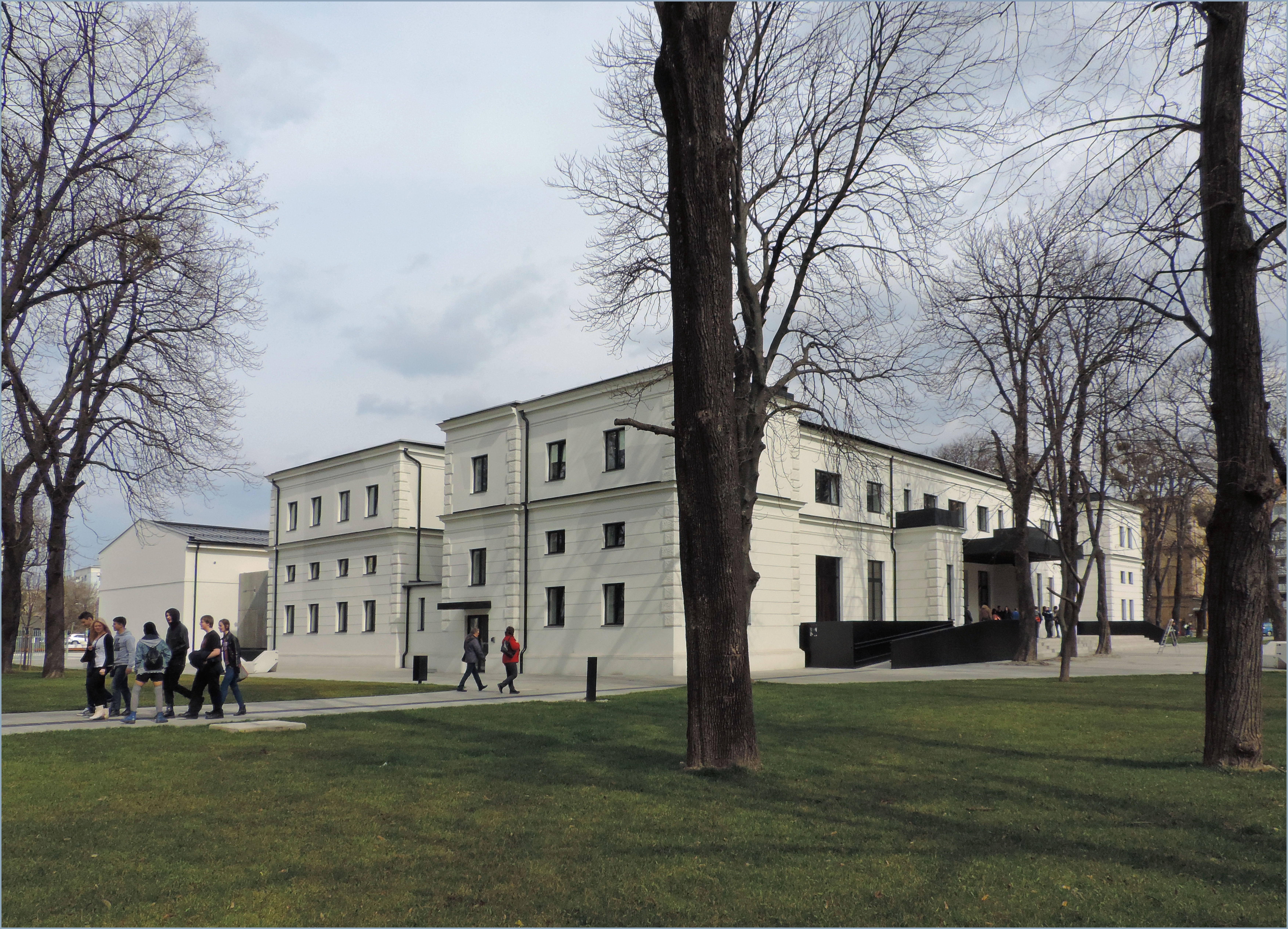
Kultuurpark